# مگ فاستر
 مگ فاستر (انگلیسی: Meg Foster؛ زادهٔ ۱۰ مهٔ ۱۹۴۸) هنرپیشه اهل ایالات متحده آمریکا است. وی از سال ۱۹۶۹ میلادی تاکنون مشغول فعالیت بوده‌است.
از فیلم‌های معروف او می‌توان به بازی در مرد منفی، آتش‌افروزان جهنم و ریشخند اشاره کرد.